# Brede-w-uil
De brede-w-uil (Lacanobia w-latinum) is een nachtvlinder uit de familie van de uilen, de Noctuidae.

## Beschrijving
De voorvleugellengte bedraagt tussen de 18 en 21 millimeter. De kleurstelling op de voorvleugel is grijs met bruin, en de tekening is scherp. Achter de niervlek ligt een lichte zone tot de achterste dwarslijn, waarin een grove W-vorm herkenbaar is. De achtervleugel is vuilwit met donkere bestuiving.

## Waardplanten
De brede-w-uil gebruikt allerlei kruidachtige en houtige planten als waardplanten. De rups is te vinden van juni tot augustus. De soort overwintert als pop in de grond.

## Voorkomen
De soort komt verspreid over het Palearctisch gebied voor.

### In Nederland en België
De brede-w-uil is in Nederland en België een zeldzame soort, die verspreid over het hele gebied kan worden gezien. De vlinder kent één generatie die vliegt van eind april tot en met juli.